# Cá trạng nguyên

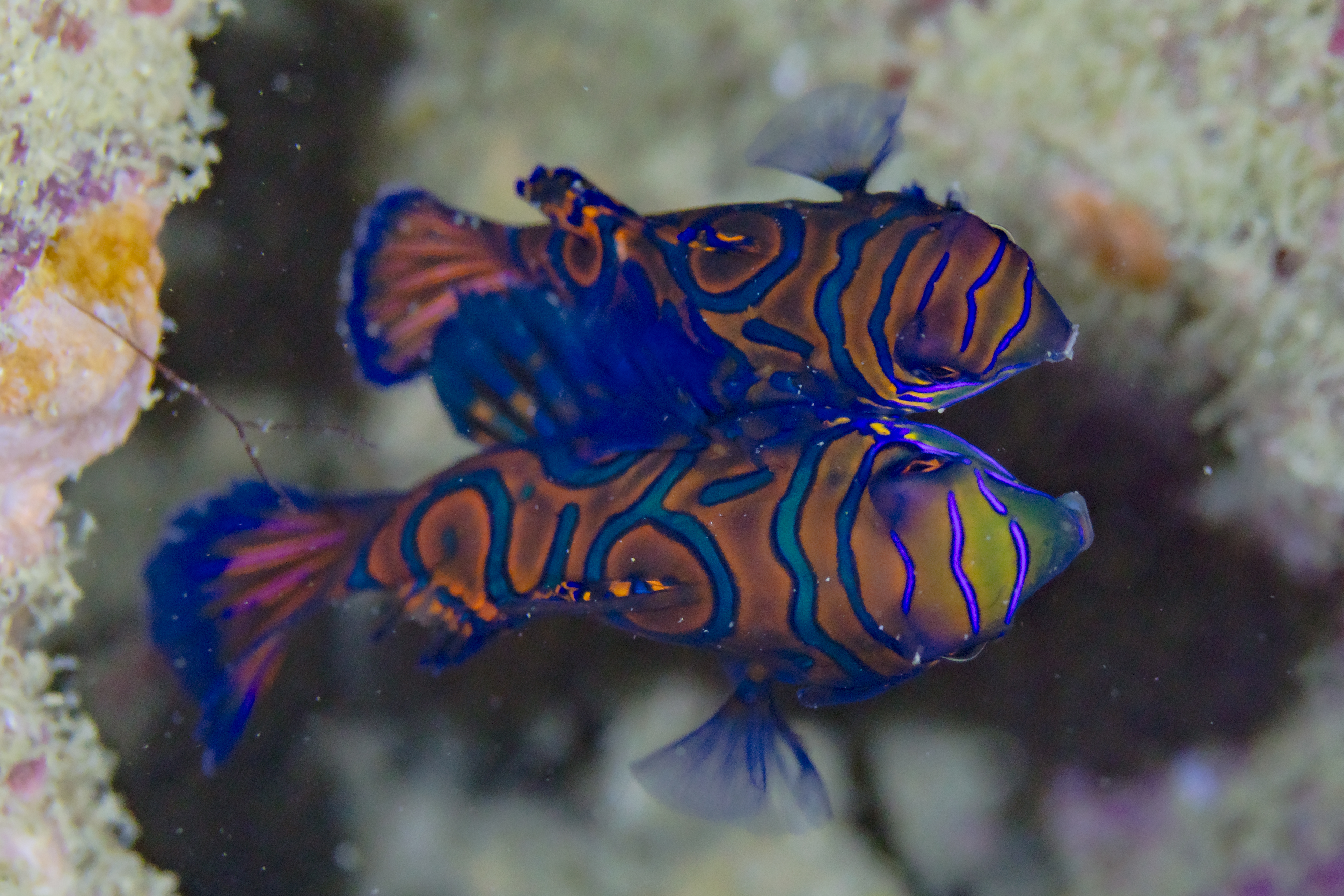
Cặp đôi giao phối

Cá trạng nguyên (tên tiếng Anh: Mandarinfish, danh pháp khoa học: Synchiropus splendidus) là một loài cá nước mặn thuộc chi Cá đàn lia gai (Synchiropus), họ Cá đàn lia (Callionymidae), bộ Perciformes. Cá trạng nguyên được mệnh danh là một trong những loài cá đẹp hàng đầu thế giới, thường sống gần các đảo san hô khu vực Thái Bình Dương.

## Phân loài và tên gọi
Cá trạng nguyên được nhà ngư loại học người Mỹ Albert William Herre đang làm việc tại Philippines, mô tả năm 1927 và sau đó được xếp hạng phân loại vào chi Synchiropus, với từ Synchiropus xuất phát từ tiếng Hy Lạp syn-, nghĩa "có, với", và -chiropus nghĩa "chi (tay/chân)". Tên phân loài splendidus lấy từ tiếng La tinh splendid nghĩa là lộng lẫy. Tên tiếng Việt cá trạng nguyên xuất phát từ tên tiếng Anh Mandarinfish do bộ cánh vô cùng sống động giống như bộ quần áo của các tân trạng nguyên khi lên nhận phong chức.
Cá trạng nguyên thuộc họ Cá đàn lia Callionymidae trong bộ Cá vược, một họ gồm khoảng 10 chi với hơn 182 loài. Chi Synchiropus được phân thành 10 phân chi với 52 loài, trong đó phân chi Pterosynchiropus gồm cá trạng nguyên cùng với S. occidentalis và S. picturatus.

## Đặc điểm sinh học

### Mô tả
Cá trạng nguyên và anh em họ gần của nó, cá Synchiropus splendidus là hai loài động vật duy nhất hiện được nhận biết là có màu xanh lam hình thành bới các sắc tố tế bào. Con đực thường to và có màu sắc sặc sỡ hơn.

### Sinh thái
Cá trạng nguyên sinh sống cạnh các rạn san hô, khá kín đáo, ban ngày thường ẩn nấp, ban đêm mới ra đi kiếm bạn tình. Thức ăn là những động vật giáp xác và động vật không xương sống nhỏ. Các nghiên cứu thức ăn trong ruột cá trạng nguyên thực hiện năm 2001 cho thấy có giáp xác chân chèo đáy (Harpacticoida), giun nhiều tơ (Polychaeta), các động vật chân bụng (Gastropoda) nhỏ, tôm móc (Gammaridea), trứng cá và giáp xác có vỏ (Ostracoda).